# Тьерри Шартрский
Тьерри́ Ша́ртрский, Тьерри из Шартра (лат. Theodoricus Carnotensis, фр. Thierry de Chartres; умер между 1149 и 1155, Шартр) — французский богослов и натурфилософ, видный представитель Шартрской школы.

## Очерк биографии
Младший брат философа той же школы Бернара Шартрского. Учеником Тьерри был Иоанн Солсберийский.

## Сочинения
В трактате «О шести днях творения, или Гексамерон» (Tractatus de sex dierum operibus aut Hexaemeron) Тьерри дал натуралистическую интерпретацию мифа о творении мира из книги Бытия. По мнению Тьерри, делом Бога было только создание материи, состоящей из четырёх элементов: огня, воздуха, воды и земли. Дальнейшая структуризация мироздания происходит в силу внутренних свойств элементов. Чем тяжелее элемент, тем ближе к центру мира он оказался. Самый легкий из элементов, огонь, оказался при этом на периферии Космоса, ближе к центру мира воздух, далее вода и, наконец, земля. Жар, исходящий от огня, испарял воду, и часть поверхности земли обнажалась; так посреди мирового океана появлялись острова. Поднявшиеся вверх водяные пары застыли и образовали звезды.
В трактате Семикнижие (Heptateucon de artibus liberalibus) Тьерри представил обширную коллекцию знаний по семи свободным искусствам.
Перу Тьерри Шатртрского принадлежат также комментарии к трактатам Боэция «О Троице» (De Trinitate) и «Основы арифметики» (Institutio arithmetica).

## Издания сочинений
- Thierry of Chartres. The commentary on the 'Arihmetica' of Boethius. Edited with an introduction by Irene Caiazzo. Toronto: Pontifical Institute of Mediaeval Studies, 2015.